# 奉天票
奉天票，也称奉票，是1905年至1932年奉天（辽宁省）内主要公立金融机构东三省官银号、中国银行、交通银行、奉天兴业银行、边业银行及奉天公济平市钱号发行、流通的32种纸币的通称。狭义的“奉票”主要是指东三省官银号在该时期发行并广泛流通于东北地区的纸币。

## 历史
清末，奉天官银号1905年发行“东钱票”（以160枚合1吊），1906年开始发行银票，以小洋为单位，又称小洋票，券别有一角、二角、五角。1908年奉天官银号改组为东三省官银号继续发行小洋票。称为“奉小洋”券。“小洋票”发行后，东北商民喜于接受和使用，其流通范围日广，取得了主政者意想不到的效果。这是因为比起铜钱“小洋票”使用更为方便；相对于大洋票，“小洋票”因其面额货币单位小，更加适合收入水平较低的民众的持币需要。“小洋票”流通范围很快越出省界而流通于整个东北地区。其他银行如中国银行、交通银行也在东北发行小洋券。至1915年底，“小银元”票一项发行总额达814万元之多。但日本的朝鲜银行在东北发行金元票。
1916年日商挤兑小洋票，造成金融恐慌。1916年5月，张作霖指派奉天总商会会长杨玉泉同日本商会议定每日兑付一万元；又令东三省官银号发行五角小票收回十元大票。挤兑稍有平息，但小银元缺乏，市面仍处于恐慌状态。1916年8月18日，银行公会与日人交涉，决定改行大洋本位制，由东三省官银号发行奉大洋票、收回小洋票。但挤兑日益严重。张作霖决定杀一儆百，1916年11月10日张作霖下令抓捕勾结日人挤兑奉票的奉天兴业银行副理刘鸣岐、瑞昌恒金店执事黄献廷、瑞昌恒钱庄执事吕兴瑞，以及贩卖现洋的蓬莱银行执事齐瑞及管库人解中道，以贩卖现洋、祸乱金融罪名枪决示众。1916年12月东三省官银号改以大洋为本位，小洋为找零辅币。发行大洋票，券别有一元、五元、十元等3种。到1917年，“小洋票”的发行总量已达1530万元以上。1917年7月“中日调剂金融委员会”发布议定调剂金融办法，一律以大洋为本位，停发小洋券（特别是50角及100角的大面值的小洋券），已收回的立即销毁。1917年底，挤兑风潮再现。东三省官银号总办刘尚清、奉天省财政厅长王永江研究，经张作霖同意，于1918年1月22日东三省官银号正式公布发行奉天一二大洋汇兑券，大洋券一元兑换小洋券十二角，遂有“奉天一二大洋券”的名称，并与大洋券等价，但汇兑券在奉天省不可兑现，在北京、天津、上海等地的东三省官银号营业所可兑现上海规元。奉天兴业银行原发行的小洋券改称“四厘债券”，每年付息两次，不兑现。奉票通称“奉垣中、交两行分行、东三省官银号三家发行的汇兑券、奉天兴业银行发行的四厘债券统称奉大洋票，为主币，均不兑现。”东三省官银号直辖的奉天公济平市钱号发行的铜元票作为通行的纸币和辅币。小洋票自1919年开始收回焚毁，至1922年结束时大部分收回。东三省官银号的现大洋兑换券1921年即被收回。
1925年第二次直奉戰爭及后来的大规模战争，东三省官银号因大量、频繁的垫资、汇兑票发行额激增，币值大幅贬值，现洋价涨。1925年现洋、奉票之间一律按时价交易，官银号不再限价。1929年初开始发行50元和100元的大额汇兑券，商民失去信心，市面流通困难，跌至72元汇兑券兑换大洋1元，官价为60元汇兑券兑换大洋1元。民国18年（1929年）2月，国民政府明令辽宁省收回省内纸币。5月国民政府拟将中央银行纸币行使于辽宁省，并着手在沈阳和哈尔滨两地设中央银行分行。为防止关内势力的进入，遏制奉票毛荒、改革币制，张学良改革东北金融，1929年5月17日成立以东三省官银号为主体、中国银行奉天分行、交通银行奉天分行、边业银行参与的“四行号联合发行准备库”，四行各出资175万元，另靠省公债筹措300万元，合计1000万元作为兑换专用基金。事务所设于沈阳城内钟楼南大街，监理官为时任省长翟文选。发行5元、10元两种四行号准备库现大洋兑换券，无限兑现。准备库券为七成现金准备，三成保证准备，四行号按比例向准备库缴纳现金准备和保证准备后，可换取等值的带有领用行暗记的准备库券，当准备库将所发行纸币兑回后，通知各行号用现金兑回相应暗记的准备库券。由于准备库券的发行较为匆忙，为借用边业银行未发行的票料加盖“联合发行准备库”、“东三省”地名、“监理官章”、“联合发行准备库”两款红色篆字方章，并加盖有对应四行号的暗记，东三省官银号的暗记为“ㄍ錴”、“ㄨ徠”、“ㄜ逑”三种，交通银行为“ㄥ渢”，中国银行为“ㄎ筑”，边业银行未领用。由于平津地区缺乏纸币，联合库券亦可在平津一律通用，并可以在平津两地兑现。东三省官银号发行联合准备库券较多，从1929年5月开始发行，最高额达1300万元，而交通银行和中国银行的领用券较少，发行时间为1929年12月，最高额均为100万元。奉票兑现大洋稳定在50比1。1930年10月，东三省官银号改发行“现大洋兑换券”1元、5元、10元三种面值，规定1元大洋券换60元奉天汇兑券。又发行现大洋辅币1角、2角和5角券。
1932年7月1日满洲中央银行开始对外营业当日即颁布实行《旧货币整理办法》，规定从即日起，在两年内收兑包括奉票在内的原四大金融机构发行的15种货币。满洲国币壹圆兑换东三省官银号兑换券壹圆、兑换东三省官银号汇兑券50圆。禁止流通双毫的银角或者银毫子，清代银毫每100元兑换满洲国币90元，民国银毫每100元兑换满洲国币73元。